# Flipside
Flipside (även känd som Los Angeles Flipside Fanzine, ibland skrivet som fLiPSiDE) var ett amerikanskt fanzin, som publicerades i Whittier och Pasadena, Kalifornien mellan 1977–2002. Flipside handlade mest om punkrock och undergroundmusik och grundades av Patrick DiPuccio ("Pooch"), Steven Shoemaker ("Larry Lash"), Tory, Sam Diaz ("X-8") samt redaktören och utgivaren Al Kowalewski, som alla hade gått på Whittier High School tillsammans. Vid 1983 låg upplagan på 6 500 exemplar och fanzinet publicerades även i Europa. 

## Flipside Records
Ett skivbolag, Flipside Records, grundades 1978 av Kowalewski och Peter Landswick. Några av de band som har varit signade till skivbolaget är Detox, Doggy Style, Bulimia Banquet, Anti-Scrunti Faction, Babyland, Sluts for Hire, Popdefect, Paper Tulips och Sandy Duncan's Eye.